# Microterys obventionis
Microterys obventionis is een vliesvleugelig insect uit de familie Encyrtidae. De wetenschappelijke naam is voor het eerst geldig gepubliceerd in 1999 door Sugonjaev.